# Mangueira Futebol Clube (São João Nepomuceno)
Mangueira Futebol Clube é um clube social-desportivo de São João Nepomuceno, Minas Gerais, fundado em 1918

## Revelações
Destacou-se no futebol regional, tendo revelado o craque Heleno de Freitas, ídolo do Botafogo de Futebol e Regatas na década de 1940. Seu estádio recebe o nome do jogador.
A história do Mangueira F.C. está intimamente ligada à tradição esportiva da família Freitas que revelou a nadadora Herilene de Freitas, campeã brasileira de nado costas em 1954 e a campeã Helenize de Freitas, da seleção brasileira de voleibol entre os anos 1967-1975.